# CAU Rugby Valencia
El CAU Rugby Valencia es un club de rugby de la ciudad de Valencia, España.  Actualmente milita en la División de Honor B y cuenta con más de 535 licencias federativas, 461 de las cuales pertenecen a jugadores y jugadoras.

## Historia
El CAU Rugby Valencia se crea en el año 1973 en el seno de la Universidad de Valencia, restringido en un primer momento al ámbito deportivo universitario. Un grupo de universitarios, impulsados por Luis Sebastián Caballero gestaron este club. Posteriormente se pasa a jugar en competiciones federadas, provinciales y regionales, pero con gran importancia en el ambiente universitario. A partir de los años 80 se modifica la estructura y el ideal del club. Se pasa de un club fundamentalmente universitario, a un club de formación. Se da el gran salto hacia la labor de promoción del rugby en la infancia y la lucha por el desarrollo de jugadores de gran nivel formados en nuestra cantera.
Fruto del esfuerzo realizado y del éxito cosechado en las diversas categorías inferiores del club, el CAU Rugby Valencia consigue en la temporada 1996-1997 ascender a Primera Nacional. Dos años después accede a la categoría de División de Honor B.
En la temporada 2001-2002 se logra el ascenso a División de Honor A, la máxima categoría del rugby español, logrando la permanencia durante dos años. Asimismo, durante este periodo el segundo equipo del CAU Rugby Valencia consigue consolidarse en Primera Nacional. En el 2003-2004 desciende a División de Honor B, categoría en la actualmente milita hasta esta temporada, 2009-10, donde se retorna a División de Honor A.
Actualmente el club se haya definitivamente consolidado entre los principales equipos del panorama rugbístico español, donde ejerce como uno de los máximos representantes del deporte valenciano contando. Por otra parte, el segundo equipo se ha afianzado como base de formación del CAU Rugby Valencia, y realiza un papel decisivo a la hora de aportar nuevos jugadores al primer equipo.
Generalmente el nombre de CAU Rugby Valencia va asociado a la promoción del rugby desde edades muy tempranas, donde mantiene acuerdos con diversas escuelas deportivas municipales del Ayuntamiento de Valencia y con algunas comarcas, entre las que destaca la del Camp del Turia.
Fruto de estos acuerdos el club mantiene vinculados un total de catorce equipos en las categorías de jabatos, prebenjamín, benjamín, alevín, infantil, cadete y juvenil, formando a niños en la práctica de este deporte de los cuatro años de edad hasta su paso a los equipos seniors.
Gracias al esmerado trabajo desarrollado en esta área, las categorías inferiores del CAU Rugby Valencia disponen de un palmarés envidiable y, lo que es más importante, constituyen una garantía de continuidad y motivación en el desarrollo del rugby en la Comunidad Valenciana. Como muestra de ello son los éxitos conseguidos a nivel nacional en categorías inferiores, donde se ha llegado a conquistar:
- Un Campeonato de España Prebenjamín (05-06 Valladolid)
- Dos Campeonatos de España Benjamín (99-00 León y 07-08 Gijón)
- Seis campeonatos de España en la categoría Alevín (98-99 Marbella, 99-00 y 00-01 León, 08-09 Madrid, 09-10 Tordera —Barcelona—, 10-11 Valladolid)
- Tres campeonatos de España en la categoría Infantil (94-95 Salamanca), M-14 (10-11 Valladolid) y S-14 (17-18 Valladolid)
- Cinco campeonatos de España en la categoría cadete (94-95 Elche, 96-97 y 99-00 Tarazona, 11-12 M-16 Valladolid y 17-18 S-16 Oliva)
- Un campeonato de España en la categoría juvenil (98-99 Valencia)

Además de estos títulos a nivel nacional, el club con más de 400 jugadores es el de mayor número de licencias en la Comunidad Valenciana.
Es también motivo de orgullo el que gran cantidad de jugadores formados en el CAU Rugby Valencia forman parte de las selecciones valenciana y española de su categoría.
El club en la actualidad se financia principalmente por sus socios y por medio de subvenciones del Ayuntamiento de Valencia y algunas aportaciones de empresas.
El club cuenta una estructura técnica altamente cualificada, coordinada por el director deportivo, Pedro de Matías.
Al pasar los años el CAU no ha perdido nada de sus valores universitarios y ha hecho de la formación y la camaradería uno de sus estandartes.
Esta temporada el primer XV del CAU Rugby Valencia ha competido en la División de Honor B al máximo nivel, con su filosofía de formación siempre presente.

## Palmarés
Los resultados más importantes alcanzados por este club son los siguientes:
- Senior: milita en la División de Honor A (máximo nivel) las temporadas 00-01 , 01-02 y 10-11
- Senior: Campeón de División de Honor B y ascenso a la División de Honor A (temporada 99-00).
- Senior: Subcampeón del grupo 2 de DH B. Ascenso a División de Honor A , tras promoción contra Hernani (2009-10)
- Senior: milita en División de Honor B (2.º máximo nivel) las temporadas 93-94, 94-95, 97-98, 98-99, 99-00, 02-03, 03-04, 04-05, 05-06, 06-07, 07-08, 08-09, 09-10 y 11-12.
- Senior: Ascenso a la División de Honor B temporada 96-97
- Senior: Ascenso a División de Honor B temporada 1992-93
- Senior: Campeón del Grupo C de la Primera División Nacional y ascenso a la División de Honor B (temporada 97-98).
- Senior: Ascenso a Primera Nacional, temporadas 1976-77, 1992-93 y 1996-97
- Senior: Ascenso a Primera Nacional con el segundo equipo temporada 99-00. Juega en esta competición durante dos años hasta renunciar por motivos económicos.
- Juvenil: Campeón de España temporada 98-99 Valencia. Juega la Copa Ibérica en Lisboa (Portugal) contra Os Belenenses
- Juvenil: Tercer clasificado Campeonato de España 2008-09.
- Cadete: Campeón de España temporadas 94-95 Elche, 96-97 Tarazona y 99-00 Tarazona, Valladolid 2011-12 (M-16) y 2017-18 Oliva (S-16)
- Cadete: subcampeón de España temporada 93-94 Elche, 95-96 Elche y 01-02 Tarazona
- Cadete: Tercero en el Campeonato de España temporada 07-08 Valladolid
- Infantil: Campeón de España temporada 94-95 Salamanca, Valladolid 2010-11 (M-14) y Valladolid 2017-18 (S-14)
- Infantil: subcampeón de España temporada 97-98 Villajoyosa y 02-03 Tarazona
- Infantil: tercero Campeonato de España 00-01 León, Valladolid 09-10 y Valladolid 15-16
- Alevín: Campeón de España temporadas 98-99 Marbella, 99-00 León , 00-01 León, 08-09 Pozuelo de Alarcón y 09-10 Tordera (Barcelona)
- Alevín: Subcampeón de España temporadas 95-96 Madrid y 97-98 Villajoyosa
- Alevín: tercero Campeonato de España 2007-08 Gijón
- Benjamín: Campeón de España temporadas 99-00 León y 07-08 Gijón
- Benjamín: Subcampeón de España M-10 temporada 2010-11 en Valladolid
- Benjamín: tercero Campeonato de España 2006-07 Valladolid
- Prebenjamín: Campeón de España 2005-06 Valladolid
- Prebenjamín: Subcampeón de España 2007-08 Gijón y 2009-10 Tordera (Barcelona)
- Campeón Autonómico senior de las competiciones organizadas por Federación territorial de la Comunidad Valenciana en varias temporadas.

El cuadro es desde la temporada 1991-92. Anteriormente solo se había obtenido y participado en Campeonatos Autonómicos Juveniles y Cadetes
Campeonatos Juveniles conquistados antes de 1991:
- Temporadas 77-78, 78-79, 79-80,85-86, 86-87 y 87-88 (en esta última temporada se llegó a los cuartos de final del campeonato de España)

Campeonatos Cadetes:
- Temporada 85-86